# Кузнецов, Евгений Борисович (футболист)
Евгений Борисович Кузнецов (30 августа 1961, Ярославль, СССР) — советский и российский футболист, полузащитник. Впоследствии — тренер. Заслуженный мастер спорта СССР (1989).

## Карьера

### Игровая
Выступления в первенстве СССР начал в ярославском «Шиннике» в 1979—1981 годах.
В 1982 году перешёл в московский «Спартак», в составе которого неоднократно завоёвывал медали чемпионата.
В 1990—1998 годах (за исключением 1995—1996) играл в различных шведских клубах.

### Тренерская
В 1999—2003 годах тренировал шведские «Карлскруну» и «Эстер» (Векшё), в 2004 — российский «Анжи» (Махачкала).
Проживает в Швеции, в городе Вернаму, где работает детским тренером в местной команде.

## Достижения
Игрока
- Олимпийский чемпион 1988 года.
- Чемпионат СССР:
  - Чемпион (2) — 1987 и 1989
  - Серебряный призёр (3) — 1983, 1984, 1985
  - Бронзовый призёр (2) — 1982, 1986
- Чемпионат России:
  - Серебряный призёр (1) — 1995
- Обладатель Кубка России 1995/96 года
- Чемпионат Швеции:
  - Серебряный призёр (3) — 1990, 1991, 1992
- Обладатель Кубка Швеции (1) — 1990/1991

Тренера
- Победитель зонального турнира 3-го дивизиона (Д-4) Швеции: 1999 (выход во 2-й дивизион — Д-3)
- Победитель Суперэттана (Д-2 Швеции): 2002 (выход в высший дивизион)[3]